# Àrtida
|  | Per a altres significats, vegeu «Àrtic (pel·lícula)». |

La línia vermella indica la isoterma de 10 °C de mitjana el juliol, a vegades utilitzada per definir la frontera de la regió àrtica

L'Àrtida és la zona geogràfica de la Terra que envolta el pol Nord, a l'extrem oposat de l'Antàrtida. L'Àrtida inclou l'oceà Àrtic (on hi ha el pol Nord), Islàndia, Groenlàndia (administrada per Dinamarca) i les regions més septentrionals del Canadà, Alaska (Estats Units), Rússia, Finlàndia, Suècia i Noruega.
Etimològicament, Àrtida prové del grec αρκτικός (arktikos), "prop de l'os, àrtic, del nord" que alhora prové de la paraula άρκτος (arktos), que significa os. El nom fa referència tant a la constel·lació Ossa Major, que destaca a la secció septentrional de l'esfera celeste, com a l'Ossa Menor, que inclou l'estrella polar, al pol nord celeste.
Hom pot definir l'Àrtida com la regió de latitud superior al cercle polar àrtic (66° 33′ N), que és el límit aproximat del sol de mitjanit i de la nit polar. Alternativament, hom pot considerar-la com la regió on la temperatura mitjana del mes més calorós (juliol) no assoleix el 10 °C o com l'àrea més al nord delimitada per la línia de creixement dels arbres. La superfície inclosa en les dues últimes definicions és bastant semblant. Socialment i política, la regió àrtica inclou els territoris septentrionals dels vuit estats àrtics malgrat que les ciències naturals consideren la major part d'aquests territoris com a subàrtics.
L'Àrtida constitueix un ecosistema únic de la Terra, format per una extensa banquisa (un oceà cobert de gel, a vegades considerat com la part nord de l'oceà Atlàntic) envoltada per permagel amb absència absoluta d'arbres. La vida a l'Àrtida consta d'organismes adaptats al gel, zooplàncton i fitoplàncton, peixos, mamífers marins, ocells, animals terrestres, plantes i societats humanes totalment adaptades a les condicions extremes de l'entorn.
Degut a l'escalfament global, les isotermes va avançar en direcció nord a un ritme superior als 50 km per dècada durant els últims 30 anys, de manera que si definim l'Àrtida a partir de la temperatura o de la línia d'arbres la seva extensió disminueix, i l'efecte més visible n'és la reducció de la banquisa. Existeix una gran diferència entre els diferents models de predicció sobre la desaparició del mar de gel àrtic. La meitat d'ells en preveuen la total o pràctica desaparició el setembre del 2100. Les prediccions es mouen des del setembre del 2040 les menys optimistes, fins ben passat el 2100 les altres.

## Natura

### Clima
El clima àrtic es caracteritza per hiverns freds i estius frescos. La precipitació majoritàriament s'esdevé en forma de neu. La precipitació anual és inferior als 50 cm a la major part del territori. Els forts vents sovint aixequen la neu creant la falsa il·lusió de nevades continuades. La temperatura mitjana a l'hivern pot arribar als -40 °C. La mínima absoluta registrada és de prop de -67.8 °C. El clima a la costa àrtica, influït per l'oceà, presenta en general temperatures més càlides i nevades més fortes que les zones més fredes i seques de l'interior. L'escalfament global provoca la reducció de l'Àrtida i l'alliberament de metà acumulat a la superfície.

### Flora
La vegetació àrtica està formada per plantes tals com arbusts petits, gramínies, herbes, líquens i molses, que constitueixen la tundra. A mesura que hom es desplaça cap al nord, la quantitat d'escalfor disponible per al creixement de les plantes disminueix considerablement. A les parts més septentrionals, les plantes estan a llur límit metabòl·lic, i petites variacions en la temperatura generen grans diferències en l'energia disponible per al manteniment, creixement i reproducció. Els estius més freds provoquen la disminució en mida, abundància, producció i varietat de la vegetació. Els arbres no poden créixer a l'Àrtida, però sí que hom pot trobar-hi arbusts de manera habitual que poden assolir els dos metres d'alçada. Les herbes, les molses i els líquens poden formar capes espesses. A les parts més fredes de l'Àrtida, la major part del terra és nu amb predomini de líquens i molses.

### Fauna

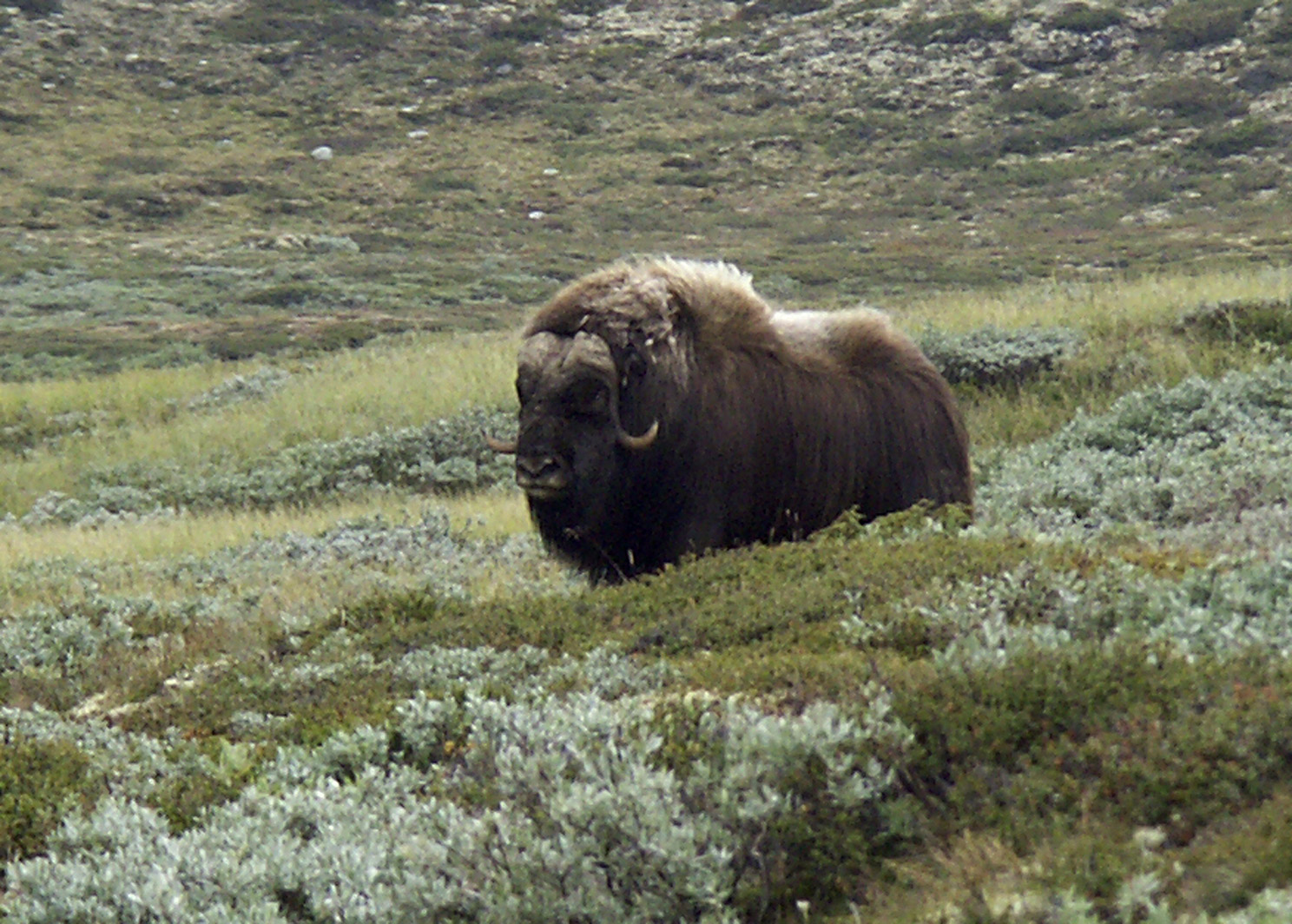
Bou mesquer

Els herbívors de la tundra inclouen la llebre polar, el lèmming, el bou mesquer, el caribú i el ren. Els seus depredadors són la guineu i el llop àrtics. L'os polar també n'és depredador però prefereix caçar animals marins des del gel. També hi ha nombrosos ocells i espècies marines endèmiques de les regions més fredes. Altres espècies terrestres inclouen el golut, l'ermini i el suslic àrtic. Entre els mamífers marins hom hi troba foques, morses i diverses espècies de cetacis entre les quals hi ha balenes, narvals, orques i belugues.

### Recursos naturals
L'Àrtida conté importants fonts de recursos naturals (petroli, gas, minerals, boscos -si hom hi inclou les zones subàrtiques- i pesca). La tecnologia moderna i l'obertura econòmica de Rússia ha generat noves oportunitats, igual que l'escalfament global. L'interès de la indústria turística també va en augment.
L'Àrtida és una de les últimes i més extenses àrees salvatges del món, amb una biodiversitat i genotips a protegir. L'augment de la presència humana fragmenta hàbitats vitals. L'Àrtida és particularment susceptible a l'abrasió de la coberta vegetal i a l'alteració dels llocs de reproducció dels animals característics de la zona. La regió conté la cinquena part de les reserves d'aigua dolça de la Terra.
En quant al gas, hi conté la quarta part mundial; i del petroli, l'octava.

### Prehistòria

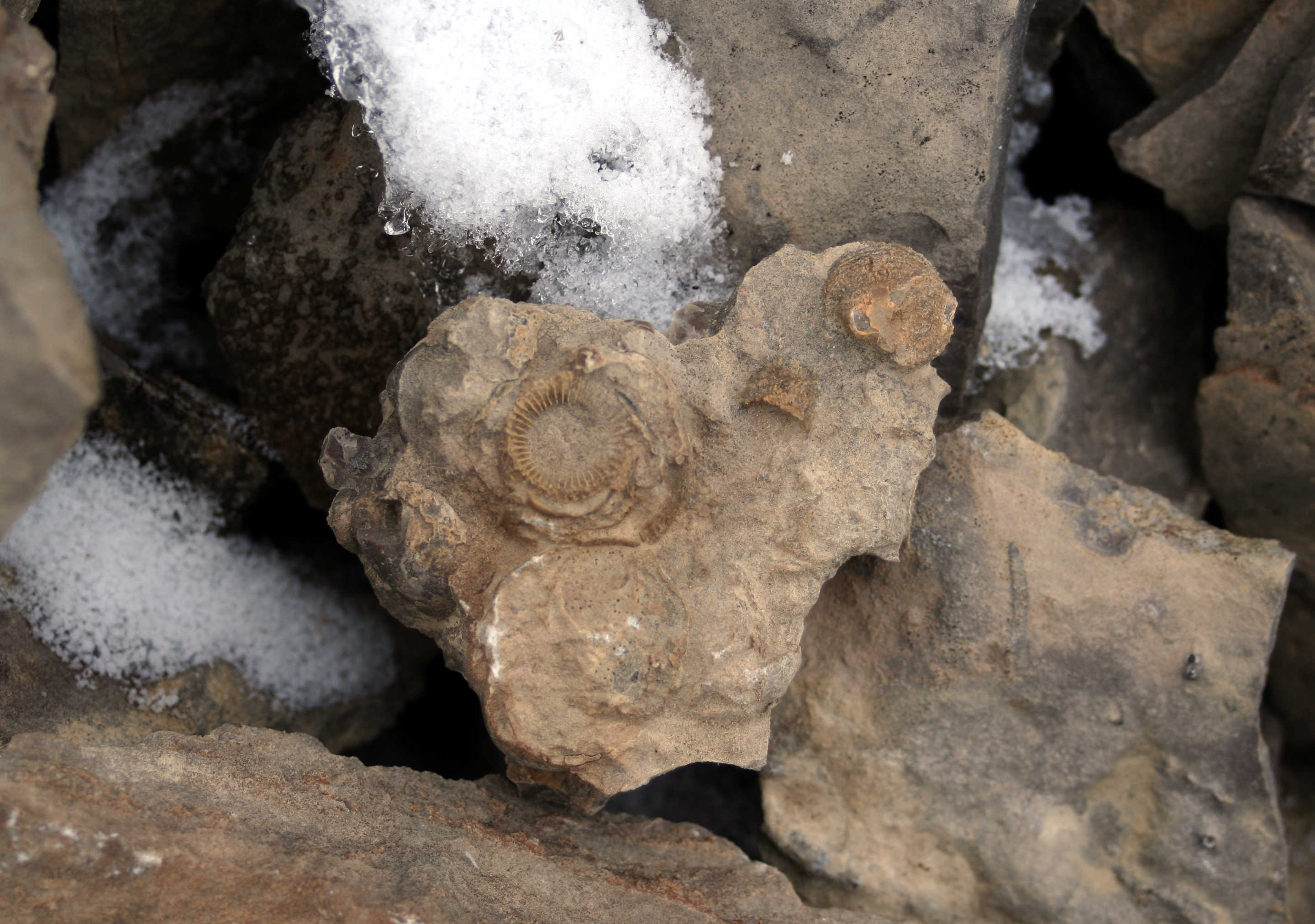
Fòssils marins al Canadà àrtic

Durant el Cretaci, l'Àrtida encara tenia nevades estacionals tot i que en poques quantitats i mai suficients per impedir el creixement de la vegetació. Animals com el casmosaure, l'hipacrosaure, el troodon i l'edmontosaure podien tots haver migrat al nord per obtenir avantatge dels estius fèrtils i migrar de nou al sud cap a climes més càlids a l'hivern.

## Població indígena
Els inuits són els descendents dels que els antropòlegs anomenen la cultura Thule, un poble nòmada originari de l'oest d'Alaska al voltant de l'any 1000 i que es va estendre al llarg de l'Àrtida, desplaçant la cultura Dorset (en inuktitut, els tuniit). Les llegendes inuits parlen dels tuniits com a gegants, gent més alta i forta que els inuits, però que s'espantaven fàcilment i van cedir a l'avanç dels inuits. Els experts creuen que la manca de gossos, barques i altres tecnologies en la cultura Dorset va donar una gran avantatge a la societat inuit. El 1300, els inuits s'havien establert a l'oest de Groenlàndia, ocupant-ne la part oriental durant el segle següent.
Els tuniit van sobreviure a Aivilik, a l'illa Southampton i les illa Coats fins a principis del segle xx. Se'ls coneixia com a Sadlermiut o Sallirmiut. La seva població va ser arrasada per malalties degudes al contacte amb europeus i els darrers individus van morir d'una epidèmia de grip contagiada per un balener de pas el 1902. La zona ha estat repoblada per inuits. Les investigacions genètiques suggereixen que no van existir creuaments entre tuniits i inuits o aquests van ser molt escassos durant els més de mil anys de contacte al nord del Canadà.

## Cooperació i política internacional

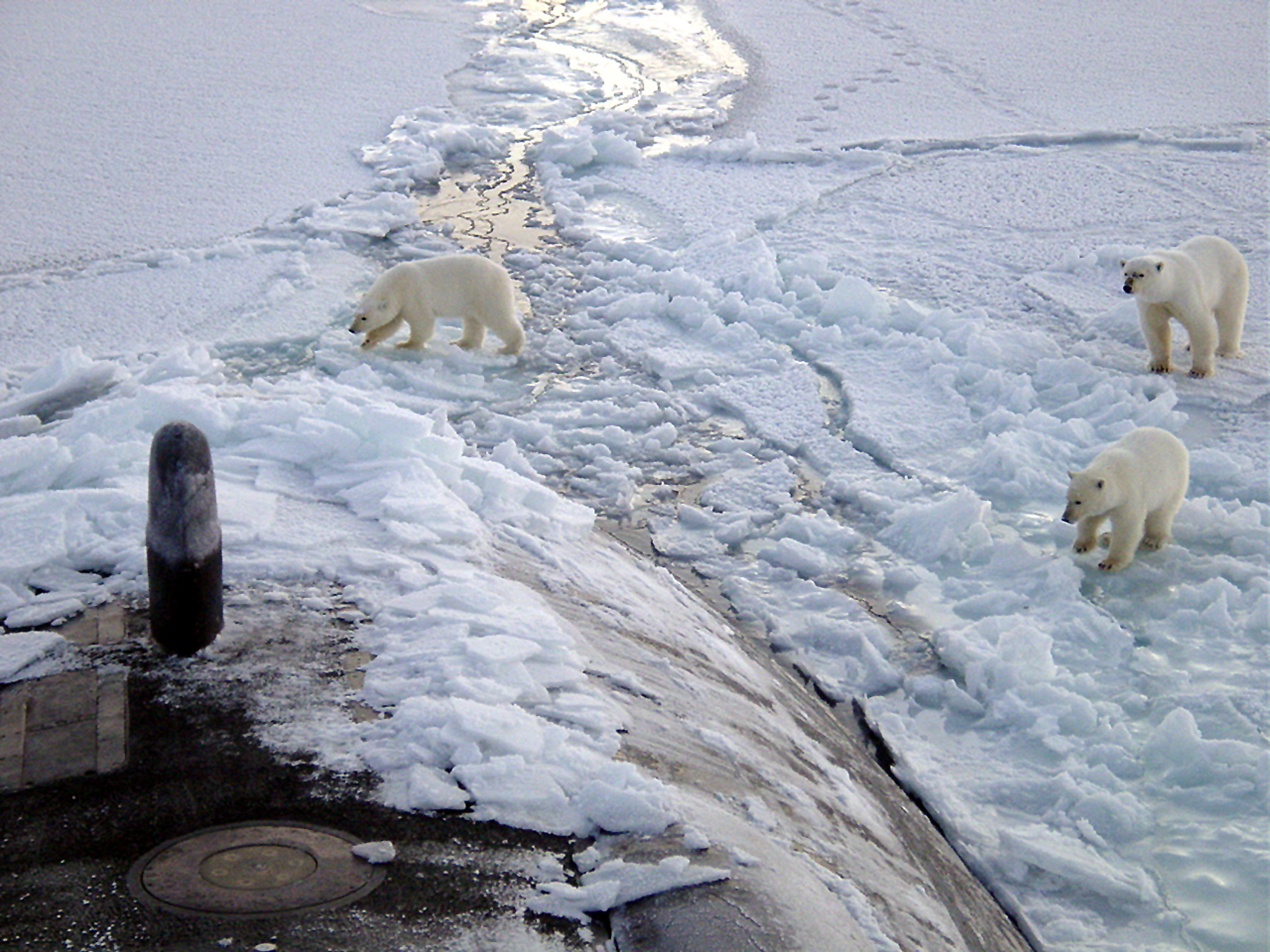
Ossos polars al gel de l'oceà Àrtic, prop del pol Nord.

La regió àrtica és un centre d'interès polític internacional iniciant les seves cooperacions a les acaballes del segle xx. El Comitè de Ciència Internacional de l'Àrtida (IASC), el Consell Àrtic, el Consell Euroàrtic de Barentsz (BEAC) i el seu consell regional han recopilat informació d'alta qualitat sobre l'Àrtida.

### Reclamacions territorials
Cap estat posseeix el pol Nord geogràfic ni la regió de l'oceà Àrtic que l'envolta. Els estats àrtics que delimiten amb l'oceà (Rússia, Noruega, els Estats Units, el Canadà i Dinamarca) tenen limitada la seva àrea econòmica a 200 milles nàutiques (370 km) de la costa. Rússia destaca per tindre la meitat de la població de l'Àrtida.
Després de la ratificació de la Convenció de les Nacions Unides sobre el Dret de la Mar (UNCLOS, en les seves sigles en anglès), un país té deu anys per fer reclamacions d'ampliació a la seva zona econòmica exclusiva. Degut en aquest fet, Noruega (que va ratificar la convenció el 1996), Rússia (1997), Canadà (2003) i Dinamarca (2004) han realitzat diversos projectes per reivindicar certes àrees i territoris de l'Àrtida.
El 1996 es fundà a Ottawa el Consell Àrtic, un organisme intergovernamental que fa acords vinculants entre els estats membres, els quals són els estats amb sobirania situada més enllà del cercle polar àrtic (Noruega, Suècia, Dinamarca, Rússia, Canadà, Islàndia i Estats Units d'Amèrica).
El 2 d'agost de 2007 dos batiscafs MIR russos (el Mir-1 i el Mir-2) van descendir per primera vegada en la història al llit marí sota el pol Nord i hi van deixar una bandera russa feta d'un aliatge de titani inoxidable. Per bé que l'expedició era científica, el fet va aixecar preocupacions sobre una possible cursa per controlar els vastos recursos petrolífers de l'Àrtida. La finalitat era la de reclamar 460.000 milles quadrades submarines.
El 28 de maig de 2008, els ministres d'afers exteriors i altres oficials representant el Canadà, Dinamarca, Noruega, Rússia i els Estats Units van reunir-se a Ilulissat, Groenlàndia, amb motiu de la Conferència de l'oceà Àrtic, i van anunciar la declaració d'Ilulissat per recordar la necessitat de protegir la zona.
El desgel provocat pel canvi climàtic ha suposat noves rutes marítimes i un nou accés important a recursos naturals (gas i petroli) amb implicacions d'estratègia geopolítica al llarg del principi del segle XXI. En aquest conflicte per reclamar aquests territoris Rússia té l'avantatge.
Des de 2014 Rússia fa exercicis militars regulars pel territori àrtic.
En les estratègies russes destaca que l'hivern del 2016 dos mil refugiats sirians i de l'Àsia central migraren il·legalment a la Província de Lapònia mitjançant Rússia. Aquesta població desestabilitzaria Finlàndia. El govern finlandès, sorprès, reaccionà signant amb el govern rus un acord que tancava la via àrtica.
Gazprom Neft, empresa russa, anuncià el gener de 2017 l'obertura de quatre jaciments de petroli al Mar de Petxora. Estats Units es queda enrere en aquestes prospeccions pel criteri mediambiental establert pel president d'aleshores Barack Obama.

### Exploració científica
Des del 1937, la regió àrtica ha estat regularment explorada i estudiada gràcies a estacions instal·lades sobre la banquisa comandades per la Unió Soviètica i Rússia. Entre el 1937 i 1991, 88 equips hi han ocupat assentaments que els corrents han transportat a milers de quilòmetres.
El 1976, el navegant català Jordi Riera i Mitats va travessar a vela la banquisa polar assolint la màxima latitud nord a vela en temps moderns.

### Contaminació
L'Àrtida és en general una regió neta malgrat que alguns problemes de contaminació locals presenten serioses amenaces a la població de la zona i certes dificultats ecològiques. A causa dels corrents d'aire i marítimes predominants, l'Àrtida pateix la pluja química de contaminants transportats d'arreu del món i en alguns llocs les concentracions superen els nivells d'algunes àrees urbanes densament poblades. Exemples d'aquest fet és la boirina àrtica o la bioacumulació de bifenil policlorat (PCB).

## Canvi climàtic

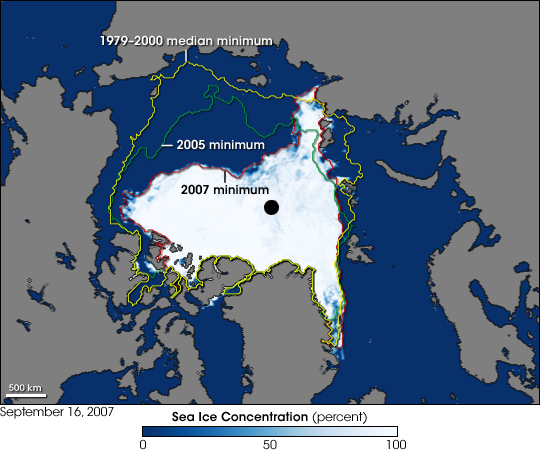
Superfície coberta per la banquisa el 2007 en comparació el 2005 i la mitjana del període 1979-2000.

L'Àrtida és especialment vulnerable als efectes de l'escalfament global, com s'ha fet evident els últims anys amb la fosa del mar de gel. Els models de predicció climàtics pronostiquen un escalfament més gran a l'Àrtida que la mitjana global resultant en una atenció internacional important a la regió. En concret, hi ha preocupació que la fosa de glaceres i altre gel de Groenlàndia contribueixi a un augment substancial del nivell del mar arreu del món. Existeix una gran diferència entre els diferents models de predicció sobre la desaparició del mar de gel àrtic. La meitat d'ells en preveuen la total o pràctica desaparició el setembre del 2100. Les prediccions es mouen, des del setembre del 2040 les menys optimistes, fins ben passat el 2100 les altres.
El setembre de 2007 es va registrar la menor extensió del mar del gel amb una disminució del 39% respecte a la mitjana d'extensió del 1979 al 2000.
L'actual disminució de l'Àrtida també preocupa pel possible alliberament de metà emmagatzemat al permagel. El metà és un gas causant de l'efecte d'hivernacle i anteriors alliberaments de metà s'han relacionat amb l'extinció permiana i al màxim tèrmic del Paleocè-Eocè quan va produir-se un augment brusc de les temperatures.
Preocupacions pels efectes perjudicials a banda, algunes oportunitats potencials també han aclaparat l'atenció. Cal tenir present però que aquests possibles avantatges serien menors al dany provocat per un escalfament global si s'assolís un punt de no retorn. La fosa del gel fa possible que el pas del Nord-oest, la ruta marítima que connectaria l'oceà Pacífic i l'Atlàntic per aigües canadenques, sigui més navegable i augmenta la possibilitat que la regió àrtica esdevingui una ruta comercial principal. A més a més, hom creu que el fons marí de l'Àrtic conté importants jaciments de petroli que serien més accessibles si el gel que els cobreix es fongués. Aquests factors han portat recentment a debats internacionals sobre quines nacions podrien reclamar sobirania o propietat d'aquestes aigües de l'Àrtic.
Segons l'informe anual del 2008 de l'Administració Oceànica i Atmosfèrica Nacional (NOAA, en anglès) continuen havent-hi evidències clares, i en alguns casos dramàtiques, d'un escalfament generalitzat del sistema àrtic.
Des de la dècada de 1960 fins al 2017 ha perdut el 40% de la massa de gel.

## Explotació dels recursos
El desembre de 2017 la planta de liqüefacció de gas natural russa Yamal LNG, localitzada a la Península de Iamal, es posà en marxa. El preu d'aquest gas era inicialment més baix que la competència.

## Aigües àrtiques
| - Oceà Àrtic - Badia de Baffin - Mar de Barentsz - Mar de Beaufort - Estret de Bering - Mar de Bering | - Estret de Davis - Estret de Dinamarca - Mar de Groenlàndia - Badia de Hudson - Mar de Kara | - Mar de Làptev - Estret de Nares - Mar de Noruega - Mar de la Sibèria Oriental - Mar dels Txuktxis |

## Terres àrtiques
| - Alaska (Estats Units d'Amèrica) - Illes Aleutianes (Estats Units) - Arxipèlag Àrtic Canadenc - Illes Diomedes (Rússia/Estats Units) - Finnmark (Noruega) - Terra de Francesc Josep (Rússia) - Groenlàndia (Dinamarca) - Illes Àrtiques Russes | - Islàndia (la major part de l'illa és al sud del cercle polar àrtic) - Jan Mayen (Noruega) - Lapònia (Noruega, Suècia, Finlàndia, Rússia - Illes de Nova Sibèria (Rússia) - Nova Terra (Rússia) - Nunavik (nord del Quebec (Canadà)) - Nunavut (Canadà) - Illa de l'Ós (Noruega) | - Terra del Nord (Rússia) - Terranova i Labrador (Canadà) - Territoris del Nord-oest (Canadà) - Sibèria (Rússia) - Svalbard (Noruega) - Yukon (Canadà) - Illa de Wrangel (Rússia) |